# Отто Мартвіг
Отто Мартвіг (нім. Otto Martwig, 24 лютого 1903 — 30 квітня 1945) — німецький футболіст, що грав на позиції півзахисника за клуби «Уніон» (Берлін) та «Теніс Боруссія», а також національну збірну Німеччини.

## Клубна кар'єра
У дорослому футболі дебютував 1919 року виступами за команду «Уніон» (Берлін), у якій провів шість сезонів. 
1925 року перейшов до клубу «Теніс Боруссія», за який відіграв 7 сезонів. Завершив кар'єру футболіста виступами за команду «Теніс Боруссія» у 1932 році.

## Виступи за збірну
1925 року дебютував в офіційних матчах у складі національної збірної Німеччини. Протягом кар'єри у національній команді, яка тривала 3 роки, провів у її формі 6 матчів.